# Olleros de Alba
Olleros de Alba es una localidad española, perteneciente al municipio de La Robla, en la provincia de León y la comarca de la Montaña Central, en la Comunidad Autónoma de Castilla y León. 
Situado sobre el Arroyo Olleros o Arroyo Remedio, afluente del río Bernesga.
Los terrenos de Olleros de Alba limitan con los de Los Barrios de Gordón al norte, La Pola de Gordón, Huergas de Gordón y Nocedo de Gordón al noreste, Sorribos de Alba al este, Cascantes de Alba y La Seca de Alba al sureste, Valsemana al sur, Camposagrado y Benllera al suroeste, Carrocera y Santiago de las Villas al oeste, y Cuevas de Viñayo y Piedrasecha al noroeste.